# Oakwood (contea di Paulding, Ohio)
Oakwood è un villaggio degli Stati Uniti d'America, situato nello stato dell'Ohio, nella contea di Paulding.